# Carl Baron Manteuffel-Szoege
Carl Baron Manteuffel-Szoege (* 20. Juli 1872 auf Schloss Gaicken in Kurland; † 3. April 1948 in Traunstein, Oberbayern) war ein deutscher Autor und deutsch-baltischer Gutsherr auf Gut Katzdangen sowie Kreismarschall in Hasenpoth in Kurland.

## Leben

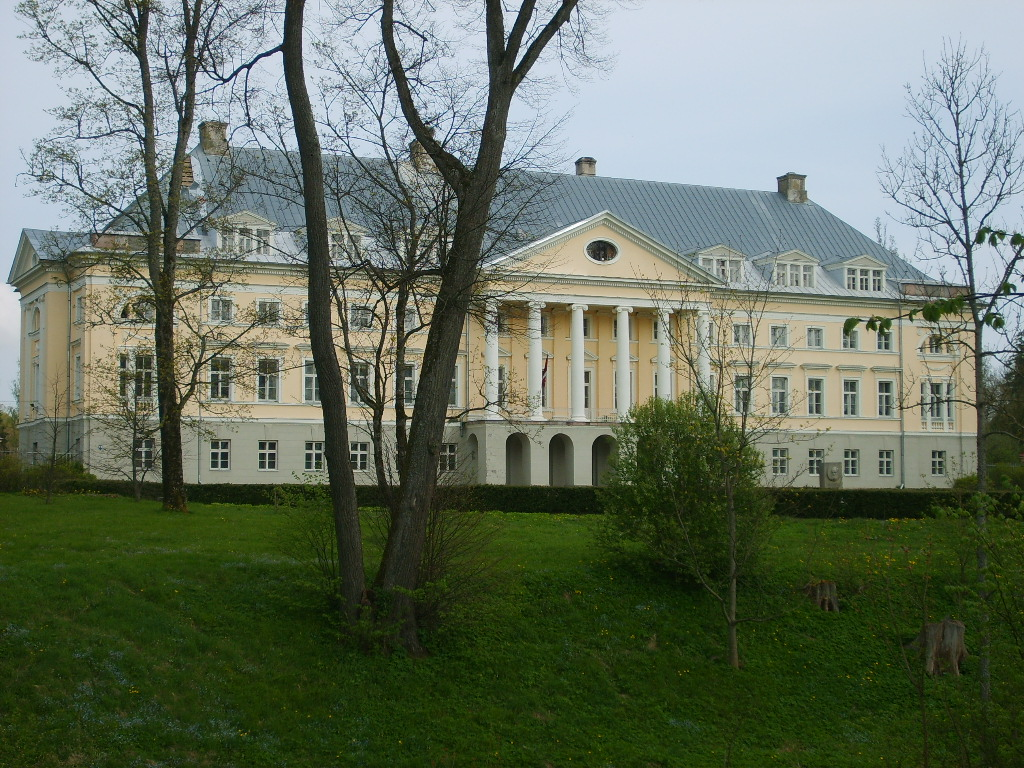
Wiederaufbau des Herrenhauses in Katzdangen (Kazdanga) (nach der Zerstörung von 1905)

### Herkunft
Seine Eltern waren Baron Karl Georg von Manteuffel gen. Zoege (1846–1895) aus der Familie Manteuffel gen. Zöge und Baronin Alice Alexandrine von Manteuffel geb. von Fölkersahm.

### Leben
Nach dem Besuch des Gymnasiums in Mitau ging er nach Deutschland und studierte Nationalökonomie an der Rheinischen Friedrich-Wilhelms-Universität Bonn. 1890 wurde er Mitglied des Corps Borussia Bonn. Er promovierte 1899 an der Universität Halle zum Dr. phil. und erhielt später auch die Ehrendoktorwürde der Medizinischen Fakultät der Kaiserlichen Universität Dorpat.
Zurück in Kurland, wurde er in den kurländischen Landtag in Mitau gewählt und später auch Kreismarschall in Hasenpoth. Zu seinem Majorat gehörten 14 Güter. Hier führte er soziale Reformen im Zusammenleben mit den Letten auf seinen Gütern durch. Im Russisch-Japanischen Krieg wurde von der Kurländischen Ritterschaft eine Kolonne des Roten Kreuzes in die Mandschurei geschickt. Die Leitung übertrug die Ritterschaft an Baron von Manteuffel-Szoege und Baron Hahn. Für seinen Einsatz erhielt Manteuffel-Szoege den Russischen Orden des Heiligen Georg.
Die Revolution in Russland im Jahr 1905 traf auch ihn und seinen Güter. Ein Großteil seiner Gutsanlagen wurde zerstört. Unter diesem Eindruck begann Manteuffel-Szoege, Deutsche aus dem Gouvernement Wolhynien anzusiedeln.
Kurz vor Beginn des Ersten Weltkriegs wurde auch er als Deutscher nach Wjatka in Sibirien verbannt. Er konnte 1917 nach Japan fliehen und über die Vereinigten Staaten und Schweden nach Deutschland gelangen. Er trat in das Kaiserlich Deutsche Heer ein und diente im 2. Garde-Regiment zu Fuß.
Nach Kriegsende durch die Erste Lettische Republik enteignet, ließ er sich in Deutschland nieder und arbeitete als Autor. Er besuchte oft den abgesetzten Kaiser Wilhelm II. im Haus Doorn.
Im Zweiten Weltkrieg wurde er als Sonderführer im ostpreußischen Königsberg ausgebildet. Nach Kriegsende befand er sich bis 1946 in US-amerikanischer Kriegsgefangenschaft.
Manteuffel-Szoege ist in der Familiengruft auf Schloss Pappenheim beigesetzt.

## Schriften
- Deutschland und der Osten. München / Berlin 1921.
- Meine Siedlungsarbeit in Kurland. 1941. (Online (Memento vom 2. November 2014 im Internet Archive))
- Erlebte Lieder. 1934.